# Tomb Raider: Curse of the Sword
Tomb Raider: Curse of the Sword es un videojuego de acción y aventuras, parte de la serie Tomb Raider, desarrollado por Core Design y publicado por Activision bajo licencia de Eidos Interactive . Fue lanzado para Game Boy Color en 2001 y es una secuela del primer Tomb Raider para el mismo sistema. El siguiente juego de Tomb Raider para una consola portátil fue Tomb Raider: The Prophecy para Game Boy Advance .

## Trama
Hace mucho tiempo, una maga malvada llamada Madame Paveau llegó al poder en el inframundo de Nueva Orleans usando su magia oscura y sacrificando humanos. El inframundo se convirtió en sinónimo de miedo, y sólo con la ayuda de un mago poderoso y benévolo la gente podía rebelarse contra su control asesino. Después de que una turba irrumpió en su mansión y la quemó, el malvado mago fue destruido. Su cuerpo quedó destrozado en precipicios irregulares en el fondo de un acantilado cercano.
La gente creía que estaba a salvo de Madame Paveau y sus formas diabólicas, pero no sabían que uno de sus aprendices había sobrevivido. Realizó un antiguo rito junto a su cuerpo destrozado y capturó su alma en un recipiente sagrado. El esbirro comenzó su búsqueda de un cuerpo adecuado y los hechizos adecuados que devolverían la vida a su maestro.
En un oscuro museo de antigüedades, Lara Croft es testigo del robo de una poderosa espada del museo. En la confusión y el caos del robo, Lara es cortada por la espada. Su sangre en la espada hace de ella el cuerpo necesario para el ritual. El esbirro se pone en camino para reunir los objetos restantes necesarios para transferir el alma de Madame Paveau al cuerpo de Lara.
Lara comienza a perseguir la secta, con la esperanza de salvar su alma, y finalmente los rastrea hasta las Bahamas . Lara logra recuperar la espada y la rompe en dos, impidiendo que Paveau resucite.

## Desarrollo y lanzamiento
Curse of the Sword fue desarrollado para Game Boy Color por los desarrolladores de la serie Tomb Raider, Core Design, quienes también desarrollaron el título anterior de GBC .   El personal incluyó a los coproductores Andy Watt y Mike Schmitt, el artista Matt Charlesworth y los diseñadores Jamie Morton y Paul Field.  El propietario de la serie, Eidos Interactive, estaba ansioso por lanzar un juego de Tomb Raider que coincidiera con la adaptación cinematográfica de 2001 .  La música y el audio estuvieron a cargo de Manfred Linzner y Bernhard Wodok de Shin'en ; Curse of the Sword y su predecesor estuvieron entre los primeros proyectos de la compañía.  
Mientras que Eidos concedió la licencia del título original de GBC a THQ,  Curse of the Sword obtuvo la licencia de Activision .  El juego fue anunciado por Eidos Interactive y Activision en el E3 en mayo de 2001.  El juego fue lanzado en Norteamérica el 27 de julio  y en Europa el 17 de agosto. 

## Recepción
El juego recibió una puntuación promedio del 76,71% en GameRankings, según un total de 7 reseñas. 